# Мыс (Тотемский район)
Мыс — деревня в Тотемском районе Вологодской области.
Входит в состав Калининского сельского поселения, с точки зрения административно-территориального деления — в Усть-Печенгский сельсовет.
Расположена на левом берегу реки Сухона. Расстояние до районного центра Тотьмы по автодороге — 53 км, до центра муниципального образования посёлка Царёва по прямой — 15 км. Ближайшие населённые пункты — Устье, Любавчиха, Чуриловка.
По переписи 2002 года население — 22 человека (8 мужчин, 14 женщин). Всё население — русские.